# Mareil-sur-Loir
Mareil-sur-Loir ist eine französische Gemeinde mit 658 Einwohnern (Stand 1. Januar 2022) im Département Sarthe in der Region Pays de la Loire; sie gehört zum Arrondissement La Flèche und zum Kanton La Flèche. Die Einwohner werden Mareillais genannt.

## Geographie
Mareil-sur-Loir liegt etwa 34 Kilometer südwestlich von Le Mans am Loir, der die Gemeinde im Süden begrenzt. Umgeben wird Mareil-sur-Loir von den Nachbargemeinden Saint-Jean-de-la-Motte im Norden und Nordosten, Luché-Pringé im Osten, Thorée-les-Pins im Südosten, La Flèche im Süden und Südwesten sowie Clermont-Créans im Westen.
| Bevölkerungsentwicklung    | Bevölkerungsentwicklung | Bevölkerungsentwicklung | Bevölkerungsentwicklung | Bevölkerungsentwicklung | Bevölkerungsentwicklung | Bevölkerungsentwicklung | Bevölkerungsentwicklung | Bevölkerungsentwicklung |
| -------------------------- | ----------------------- | ----------------------- | ----------------------- | ----------------------- | ----------------------- | ----------------------- | ----------------------- | ----------------------- |
| Jahr                       | 1962                    | 1968                    | 1975                    | 1982                    | 1990                    | 1999                    | 2006                    | 2018                    |
| Einwohner                  | 530                     | 526                     | 449                     | 470                     | 500                     | 504                     | 554                     | 664                     |
| Quellen: Cassini und INSEE |                         |                         |                         |                         |                         |                         |                         |                         |

## Sehenswürdigkeiten
- Kirche Saint-Christophe aus dem 12. Jahrhundert mit Umbauten aus dem 17. und 19. Jahrhundert
- Kapelle Notre-Dame aus dem 17./18. Jahrhundert
- Schloss La Pilletière

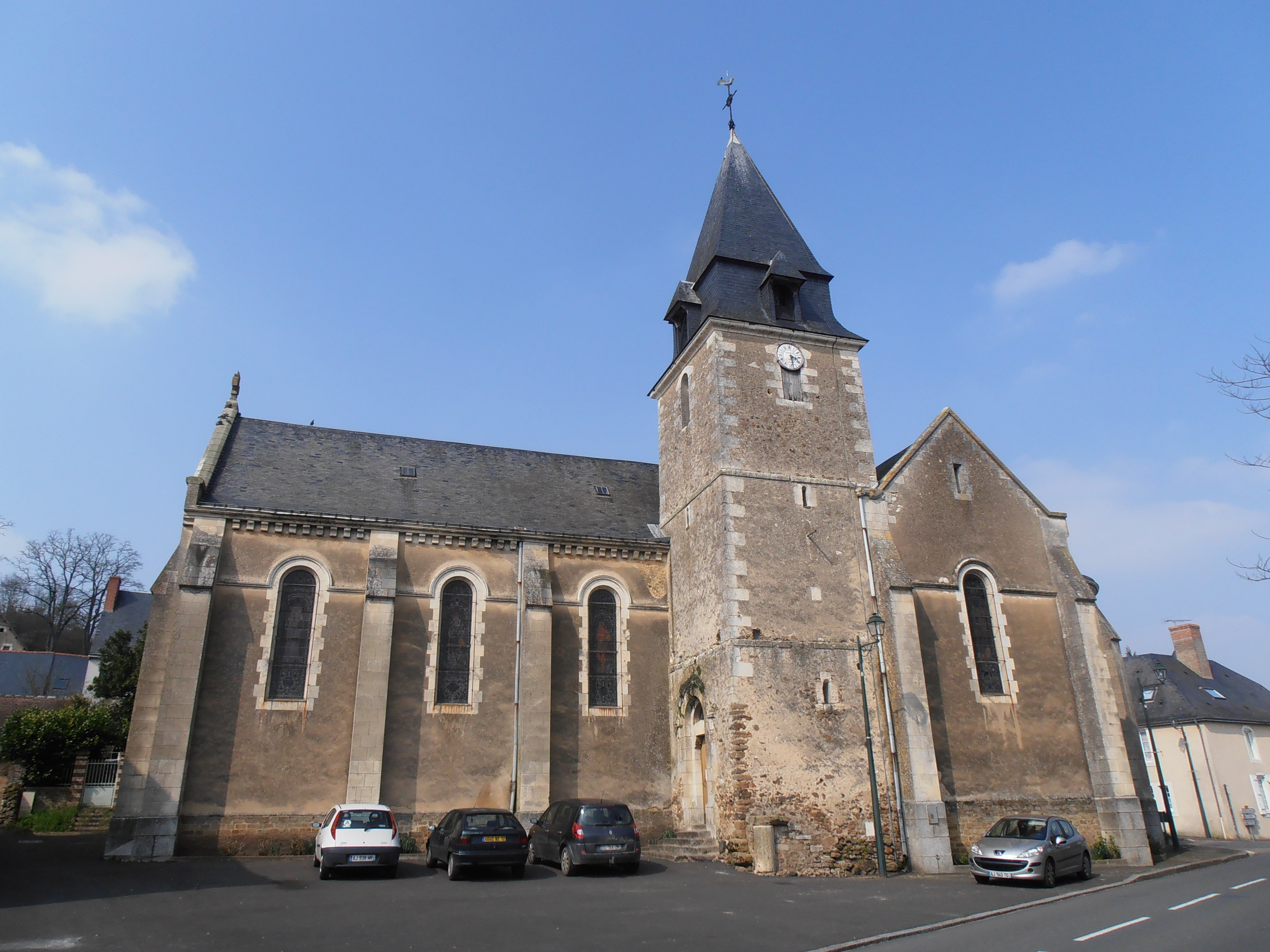
Kirche Saint-Christophe